# Soddì
Soddì é uma comuna italiana da região da Sardenha, província de Oristano, com cerca de 142 habitantes. Estende-se por uma área de 5 km², tendo uma densidade populacional de 28 hab/km². Faz fronteira com Aidomaggiore, Boroneddu, Ghilarza.